# Николинки (Смоленская область)
Николинки — деревня в Руднянском районе Смоленской области России. Входит в состав Кляриновского сельского поселения. Население — 6 жителей (2007 год). 
Расположена в западной части области в 26 км к северо-востоку от Рудни, в 4 км северо-западнее автодороги Р130 Демидов - Рудня, на берегу реки Черебесна. В 31 км южнее деревни расположена железнодорожная станция О.п. 439-й км на линии Смоленск — Витебск. 

## История
В годы Великой Отечественной войны деревня была оккупирована гитлеровскими войсками в июле 1941 года, освобождена в октябре 1943 года.